# IVS Next
Het Informatie en volgsysteem scheepvaart Next is in de binnenvaart algemeen bekend onder de afkorting  IVS Next. Het omvat een databank waarin systematisch allerlei gegevens van de scheepvaart op de Nederlandse vaarwegen worden opgeslagen. Het bestand wordt dagelijks up-to-date gehouden. 
Op 17 maart 2019 verving Rijkswaterstaat het oude IVS90 systeem door het nieuwe 'IVS Next'. De reden hiervan is dat IVS90 technisch gezien aan het einde van zijn kunnen was. Bovendien is IVS Next geschikt voor de toekomst. Met het nieuwe systeem kunnen wensen van de Binnenvaartsector in Nederland én Europa worden gerealiseerd. Het systeem accepteert uitsluitend ENI-nummers, IMO-nummers en unieke containernummers.
Die gegevens zijn bedoeld om een veilig en vlot scheepvaartverkeer te bevorderen, het herhaald melden van scheepsgegevens bij sluizen en verkeersposten te minimaliseren, snel en doelmatig te kunnen handelen bij ongevallen en daarnaast wordt het systeem gebruikt als een onderzoeksinstrument voor analyses. De hoofdbronnen zijn de Internationale Vereniging het Rijnschepenregister (IVR) en de medewerkers van Rijkswaterstaat op sluizen en verkeersposten. Een toenemend aantal schippers levert de scheepsgegevens aan met het Binnenvaart Informatie en Communicatie Systeem (BICS). 
In het IVS Next worden in verband met de nodige privacy alleen díe gegevens geregistreerd die noodzakelijk zijn voor het doel van het systeem. De volgende gegevens van alle beroepsvaart (actief) op de Nederlandse binnenwateren (dus alle nationaliteiten), dat wil zeggen binnenvaart, kustvaart op binnenwater, dienstvaartuigen (schepen met en zonder officieel scheepsnummer) worden opgenomen:
- Naam schip
- Laadvermogen in kgf
- IVR-registratienummer (=intern nummer van IVR)
- Officieel scheepsnummer (Europanummer) of ENI-nummer
- Landcode volgens CBS
- Type volgens codering AVV (varende eenheid)
- Lengte in meters (varende eenheid)
- Breedte in centimeters (varende eenheid)
- Officiële diepgang in centimeters
- IMO-nummer (v/h Lloydsnummer)
- gegevens betreffende de lading (hoeveelheid, soort, herkomst en bestemming, en eventuele gevarencategorieën).

Niet worden opgenomen:
- Diepgang (actueel)
- Hoogte

Het oude IVS90 bestond anno 2004 uit gegevens van 16383 schepen. De verdeling per land is als volgt:
- Frankrijk	1059
- België	469
- Nederland	10620
- Duitsland	4156
- Luxemburg	4
- Zwitserland	6
- Oostenrijk	4
- Onbekend	64